# Hans-Detlef Krey
Hans-Detlef Krey (né le 8 octobre 1866 à Osterbünge, hameau de Sankt Margarethen (Schleswig-Holstein) ; † 15 juillet 1928 à Berlin) est un précurseur allemand de la mécanique des sols.

## Biographie
Fils de paysans, Krey fit ses études secondaires au Christianeum d'Altona puis étudia à partir de 1886 le génie civil à l'université technique de Munich. Diplômé en 1891, il travailla quelque temps chez un entrepreneur de Berlin mais entra bientôt dans le service public. En 1896, après des années de participation à des projets d'aménagement fluviaux et maritimes, il obtint un poste d'ingénieur titulaire et fut d'abord employé aux aménagements de Mer du Nord, avant d'être muté à Berlin en 1901 comme assistant d'Heinrich Müller-Breslau à l'université technique de Berlin. Krey fut ensuite employé aux travaux fluviaux et envoyé à Lünen en Westphalie. Il y prit part entre autres aux travaux préparatoires du Mittellandkanal. En 1910, il est placé à la tête du Centre d'essai des constructions terrestres et fluviales de Prusse, auquel il donnera sa première organisation, et qu'il dote en 1927 d'un département de mécanique des sols : c'est dans ce laboratoire que B. Tiedemann mettra au point les premiers appareils de cisaillement direct (anneau dynamométrique). En 1912, il publie son manuel de mécanique des sols, qui développe les principes exposés par Müller-Breslau (Erddruck auf Stützmauern, 1906) pour les appliquer aux pieux et palplanches ; il y présente également les bases de la méthode du cercle de glissement. Ce sont également Krey et Tiedemann qui découvrent la loi de variation de la cohésion avec le chemin de sollicitation et l'histoire de chargement. Krey recruta en outre en 1927 Johann Ohde, qui effectua la mesure quantitative des forces de poussée sur les écrans de soutènement. Krey fut nommé conseiller ministériel en 1921 puis professeur honoraire à l'université technique de Berlin en 1927.
Il fut élevé en 1920 docteur honoris causa de l'université technique de Dresde. et devint membre de l'Akademie für Bauwesen en 1928.

## Écrits
- (en coll. avec Joachim Ehrenberg) Erddruck, Erdwiderstand und Tragfähigkeit des Baugrundes, 1912, 5e éd., Ernst & Sohn, Berlin 1936 (ce livre est un développement d'un article publié pour le journal Bauwesen, volume 62, 1912, p. 95)
- Gebrochene und gekrümmte Gleitflächen bei Aufgaben des Erddrucks, Bautechnik, volume 4, 1926, p. 279